# Участие семинолов в американской Гражданской войне

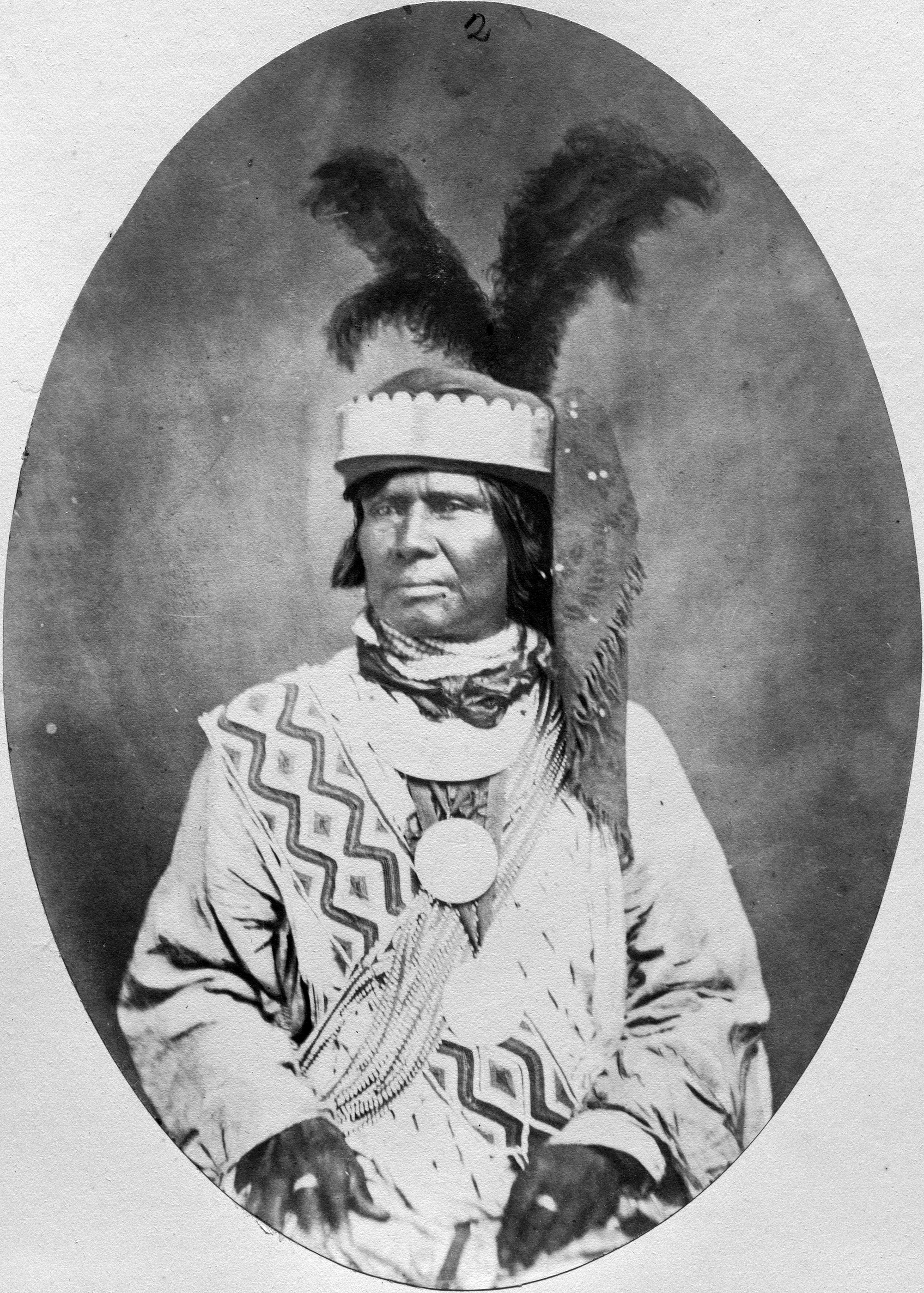
Билли Боулегс, бывший капитаном армии Союза.

Участие семинолов в американской Гражданской войне проявилось на западном и трансмиссисипском театрах военных действий. В Миссисипи, были сторонники обеих сторон конфликта. Большая часть племени на западных территориях присоединилась к армии Союза под руководством Билли Боулегса, Конфедерацию поддержали часть индейцев во главе с Джон Джампер. Жившие во Флориде семинолы участвовали в стычках в центральной части штата, и скорее всего принимали участие в сражении при Оласти в феврале 1864 года на стороне конфедератов.

## Миссисипи

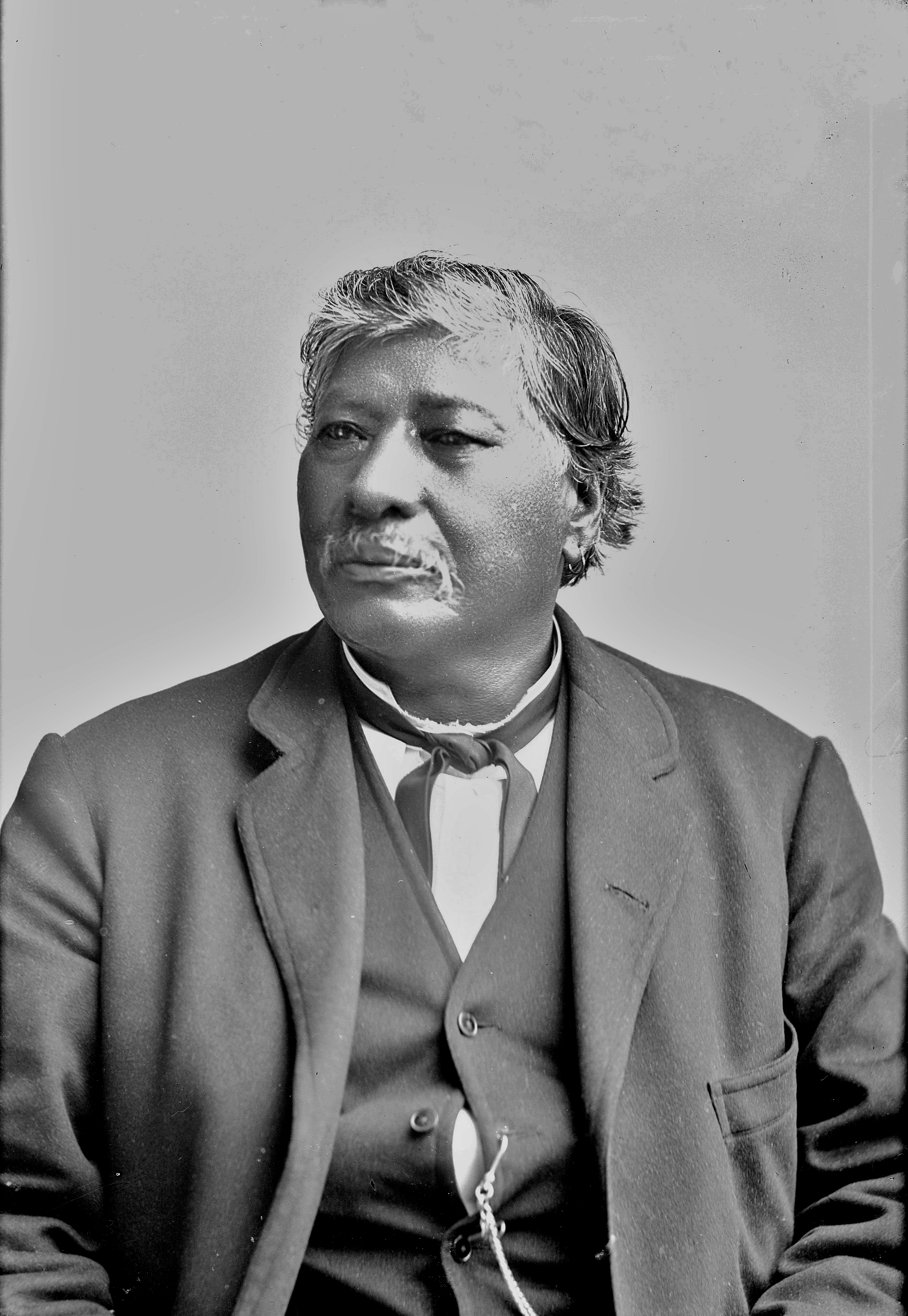
Джон Джампер, бывший полковником армии Конфедерации.

В 1884 году газета «The Philadelphia Inquirer» писала, что поскольку почти все семинолы «поддержали дело Союза», а все соседние племена (чокто, чикасо, чероки и крики), для семинолов не безопасно и не приемлемо оставаться на Индейской территории Когда семинолы бежали на юг, «на них напал полк Конфедерации, и их главный вождь [Билли Боулегс] был убит» Остальные семинолы перебрались в Мексику и оставались там до окончания Гражданской войны.
Оставшихся семинолов возглавлял Джон Джампер, чьим семинольским именем было Хемха Микко. Он получил чины майора, подполковником и полковника Конфедерации. Он участвовал в битвах при Круглой горе, Чусто-Таласе, Мидл-Богги и Секонд-Кэбин-Крик.
Первый Семинольский батальон был создан 21 сентября 1861 года, реорганизован в Первый Семинольский полк 1 июля 1864 года

## Запад
Во Флориде были созданы две отдельные компании, в состав которых входили индейцы-семинолы в составе армии Конфедерации. Эндрю Э. Ходжес, белый человек, живший на побережье недалеко от Сидар-Ки, с 1862 года собрал отряд индейских метких стрелков. В роте Ходжеса были не только индейцы семинолы, но и белые, латиноамериканцы, черные и представители других племен. Семинолы, возможно, сыграли роль метких стрелков в битве при Оласти. К июлю 1864 года Ходжес передал свою компанию Эндрю М. Макбрайду, который был избран капитаном и написал военному министру Джеймсу А. Седдону о готовности роте к службе.
В начале Гражданской войны Эндрю Э. Ходжес жил недалеко от Сидар-Ки во Флориде. В 1862 году он был частью ополчения, которое плавало по водным путям и побережьям. Позже в том же году он собрал компанию метких стрелков.
Макбрайд собрал 65 человек 7 июля 1864 года в Эверглейдс, Флорида.

## Последствия
Эндрю Э. Ходжес, и Эндрю М. Макбрайд пережили войну, остаток своей жизни они прожили во Флориде. Индейцы семинолы Флориды продолжают жить в Эверглейдс и в его окрестностях.
Реконструкция была особенно суровой для индейских народов, проживающих к западу от Миссисипи.